# Сабанас-де-Сан-Анхель
Сабанас-де-Сан-Анхель (исп. Sabanas de San Ángel) — город и муниципалитет на севере Колумбии, на территории департамента Магдалена.

## История
Поселение, из которого позднее вырос город, было основано в 1607 году. Муниципалитет Сабанас-де-Сан-Анхель был выделен в отдельную административную единицу в 1999 году.

## Географическое положение

Муниципалитет Сабанас-де-Сан-Анхель

Город расположен в северной части департамента, к западу от реки Аригуани, на расстоянии приблизительно 130 километров к югу от Санта-Марты, административного центра департамента Магдалена. Абсолютная высота — 252 метра над уровнем моря.

Муниципалитет Сабанас-де-Сан-Анхель граничит на северо-востоке с территорией муниципалитета Альгарробо, на севере и северо-западе — с муниципалитетом Пивихай, на западе — с муниципалитетом Чиболо, на юго-западе — с муниципалитетом Плато, на юге — с муниципалитетами Нуэва-Гранада и Аригуани, на востоке — с территорией департамента Сесар. Площадь муниципалитета составляет 977 км².

## Население
По данным Национального административного департамента статистики Колумбии, совокупная численность населения города и муниципалитета в 2015 году составляла 16 865 человек.
Динамика численности населения муниципалитета по годам:
| 2005   | 2006   | 2007   | 2008   | 2009   | 2010   | 2011   | 2012   | 2013   | 2014   | 2015   |
| ------ | ------ | ------ | ------ | ------ | ------ | ------ | ------ | ------ | ------ | ------ |
| 14 895 | 15 136 | 15 319 | 15 509 | 15 694 | 15 873 | 16 061 | 16 252 | 16 447 | 16 647 | 16 865 |

Согласно данным переписи 2005 года мужчины составляли 55,5 % от населения Сабанас-де-Сан-Анхеля, женщины — соответственно 44,5 %. В расовом отношении белые и метисы составляли 91,4 % от населения города; индейцы — 8,2 %; негры, мулаты и райсальцы — 0,4 %.
Уровень грамотности среди всего населения составлял 68,2 %.

## Экономика
Основу экономики Сабанас-де-Сан-Анхеля составляет сельскохозяйственное производство.

72,8 % от общего числа городских и муниципальных предприятий составляют предприятия торговой сферы, 21,2 % — предприятия сферы обслуживания, 5,3 % — промышленные предприятия, 0,7 % — предприятия иных отраслей экономики.